# Indopacifische heilbot
De Indopacifische heilbot (Psettodes erumei) is een straalvinnige vis uit de familie van grootbekbotten (Psettodidae) en behoort derhalve tot de orde van platvissen (Pleuronectiformes). De vis kan maximaal 64 cm lang en 9000 gram zwaar worden. 

## Leefomgeving
Psettodes erumei is een zoutwatervis. De vis prefereert een tropisch klimaat en heeft zich verspreid over de Grote en Indische Oceaan. De diepteverspreiding is 1 tot 100 m onder het wateroppervlak. 

## Relatie tot de mens
Psettodes erumei is voor de visserij van aanzienlijk commercieel belang. In de hengelsport wordt er weinig op de vis gejaagd. 